# NGC 7026
NGC 7026 (другое обозначение — PK 89+0.1) — планетарная туманность в созвездии Лебедь.
Этот объект входит в число перечисленных в оригинальной редакции «Нового общего каталога».